# 華世銘
華世銘，直隸省天津府天津縣人，清朝政治人物、進士出身。
光緒十六年（1890年），参加光緒庚寅科殿試，登進士二甲91名。同年五月，著主事，分部学习。